# Кола-Муђаска (Бергамо)
Кола-Муђаска је насеље у Италији у округу Бергамо, региону Ломбардија.
Према процени из 2011. у насељу је живело 522 становника. Насеље се налази на надморској висини од 806 м.